# Célé
Célé é um rio localizado na França.